# Canada aux Jeux olympiques d'hiver de 1932
Le Canada participe aux Jeux olympiques d'hiver de 1932 organisés à Lake Placid, aux États-Unis. La délégation canadienne remporte sept médailles, une d'or, une d'argent et cinq de bronze, et se classe au quatrième rang du tableau des médailles. Elle compte 42 athlètes : 38 hommes et 4 femmes.

## Médaillés
| Médaille                            | Nom                                  | Sport               | Compétition          |
| ----------------------------------- | ------------------------------------ | ------------------- | -------------------- |
| Médaille d'or, Jeux olympiques      | Équipe du Canada de hockey sur glace | Hockey sur glace    | Hommes               |
| Médaille d'argent, Jeux olympiques  | Alexander Hurd                       | Patinage de vitesse | 1 500 mètres hommes  |
| Médaille de bronze, Jeux olympiques | Montgomery Wilson                    | Patinage artistique | Hommes               |
| Médaille de bronze, Jeux olympiques | Alexander Hurd                       | Patinage de vitesse | 500 mètres hommes    |
| Médaille de bronze, Jeux olympiques | William Logan                        | Patinage de vitesse | 1 500 mètres hommes  |
| Médaille de bronze, Jeux olympiques | William Logan                        | Patinage de vitesse | 5 000 mètres hommes  |
| Médaille de bronze, Jeux olympiques | Frank Stack                          | Patinage de vitesse | 10 000 mètres hommes |